# 鳥飼車両基地
鳥飼車両基地（とりかいしゃりょうきち）は、大阪府摂津市安威川南町にある、東海旅客鉄道（JR東海）関西支社に属する東海道・山陽新幹線の車両基地・車両工場群の総称で、以下の施設からなる。単に鳥飼基地、あるいは鳥飼車両所などとも呼ばれる。
- 大阪仕業検査車両所 - 仕業検査を受け持つ
- 大阪修繕車両所 - 修繕を受け持つ
- 大阪交番検査車両所 - 交番検査を受け持つ
- 大阪台車検査車両所 - 台車検査を受け持つ

## 設備

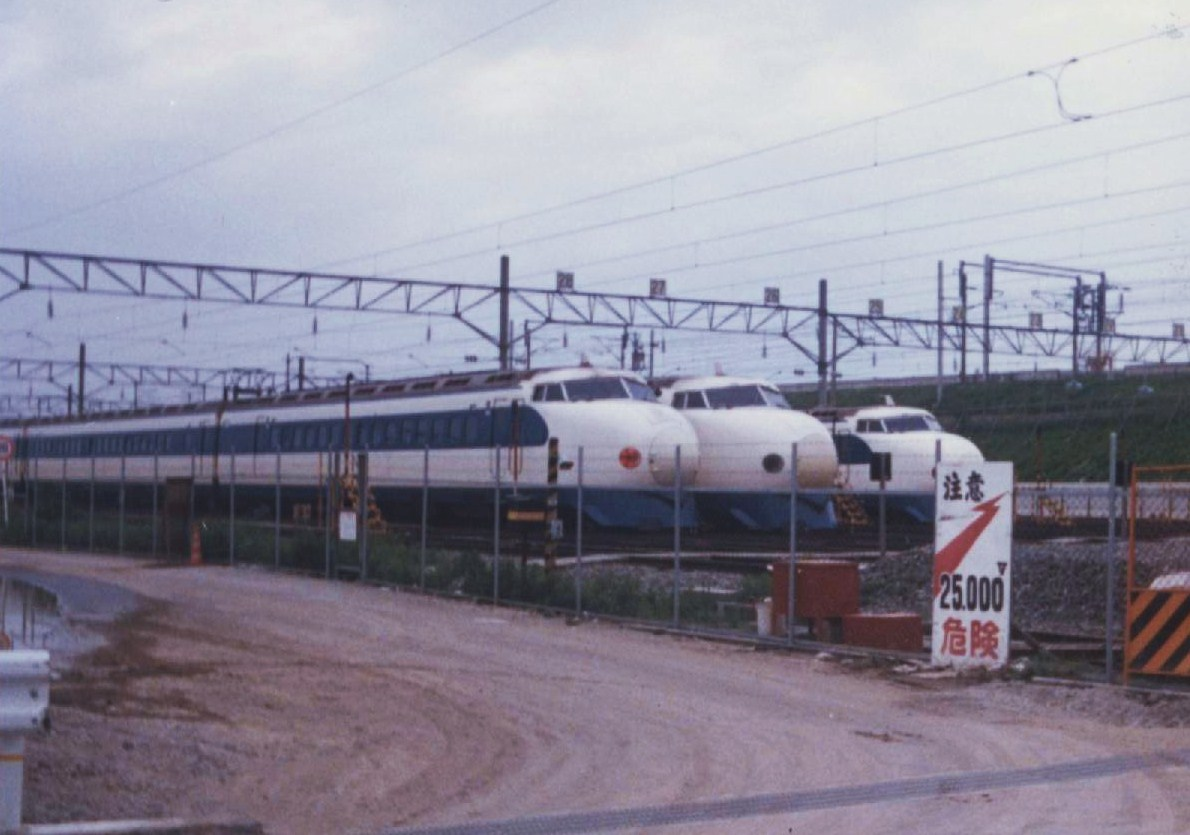
基地風景（1980年）

- 着発収容線：17本
- 電留線：20本
- 通路線：2本
- 電留線：7本
- 交番検査線：2本
- 臨時修繕線：1本
- 復元線：1本
- 組替・引上線：3本
- 研削線：2本
- 台車交換線：2線

## 備考
- 当車両基地の西側を通っている大阪モノレール本線の建設計画が具体化する以前、摂津市は博多南線と同様に当車両基地を旅客利用できるようJR東海に要望したが、認められなかった。
- 国鉄（当時）は車両洗浄用の水の確保のため同基地に井戸を掘削してきたが、そのつど周辺地域で地盤沈下が多発したため、摂津市が地下水の汲み上げを止めるよう1973年に国鉄に要請。1977年に両者間で環境保全協定を締結するに至り、工業用水・上水からの取水に切り替えた。摂津市は1999年に井戸の掘削・汲み上げの原則禁止に関する条例を制定した。2014年になり、JR東海が災害などによる断水に備えた非常用として茨木市側で新たに井戸2基を掘削することを決めたため、摂津市が先述の協定の適用範囲が同基地全体（茨木市側も含む）であると主張して同年9月29日に大阪地方裁判所に掘削禁止の仮処分を申請した[1][2]。これに対しJR東海は、大阪府より許可を得ていること、協定の範囲は特段の意思表示がされておらず摂津市側に限定されること、他の地域でも地下水を活用しているが観測井戸を設けて水位変動をモニタリングしており、また関係自治体との同様の問題は生じていないこと、同市が太中浄水場から大量の地下水を汲み上げており比例原則に違反することなどを反論した。大阪地方裁判所は2016年9月2日に原告請求棄却の判決を下した[3]。2017年7月12日に大阪高等裁判所は摂津市の控訴を棄却した[4]。
- 川崎重工業兵庫工場で製造されたJR東海の新幹線車両は、通常は同工場から当車両基地まで直接陸送される[注釈 1]が、阪神・淡路大震災発生当時に同工場で製造途中だった編成は、阪神間の陸路が寸断されたため一旦兵庫運河から堺泉北港まで海上輸送され、そこから当車両基地まで陸送された。
- 2019年の台風19号によって長野新幹線車両センターが水没し、留置されていたE7系・W7系10編成が廃車となった。これを受け、安威川に隣接している本基地において、浸水対策工事を36億円をかけて実施した。また、水没を避けるため信号機器室を敷地外に移転するなどの措置もとった[5]。なお、鳥飼車両基地でも1967年7月の豪雨で敷地が浸水したものの、留置中の車両を本線上に退避させることで1両も廃車を出さずに済んだという経緯があった。しかしながら現在は当時と比して過密なダイヤになっていることでこの手法の採用が困難になりつつある[6]。
- JR東海は、東海道新幹線において16両編成以外の車両の営業運転を認めていないが、新大阪駅から本車両基地までの回送については認めているため、本基地にはJR西日本・JR九州所属の8両編成が留置されている。本基地は、JR九州所属の車両が定期的に乗り入れてくる最東端の位置となる。その関係で、8両編成車の回送運転はJR西日本の乗務員が担当している。
- 東海道新幹線の分岐部分については1985年時点で「大阪第一運転所」（大阪仕業検査車両所の旧称）の一部の扱いである[7][注釈 2]。